# أبو الفتح بن شيطا
أبو الفتح عبد الواحد بن الحسن بن أحمد بن عثمان بن شيطا البغدادي أستاذ كبير ومن الثقات، ومؤلف كتاب التذكار في القراءات العشر. ذكره الذهبي ضمن علماء الطبقة العاشرة من حفاظ القرآن الكريم، كما ذكره ابن الجزري ضمن علماء القراءات.

## علمُه
ولد ابن شيطا سنة 370 هـ. أخذ ابن شيطا القراءات عن خيرة العلماء وفي مقدمتهم:
1. علي بن محمد بن يوسف بن يعقوب بن علي أبو الحسن بن العلاف البغدادي وهو أستاذ مشهور ثقة ضابط.
2. علي بن أحمد بن عمر بن حفص بن عبد الله أبو الحسن الحمامي شيخ العراق، وهو من الأئمة الثقات ومن القراء المسندين.
3. أحمد بن عبد الله بن الخضر بن مسرور وهو من القراء المشهورين ومن الثقات.
4. عبد السلام بن الحسين بن محمد بن طيفور أبو أحمد البصري البغدادي، وهو شيخ عارف ثقة.

تصدر أبو الفتح بن شيطا لتعليم القرآن، ومن الذين قرؤوا عليه:
1. أبو طاهر بن سوار.
2. أبو الفضل محمد بن محمد بن الصباغ.

وروى عنه حروف القراءات من كتابه التذكار: الحسن بن محمد الباقرجي.

## مكانته العلمية
قال الخطيب البغدادي: «سمع أبو الفتح بن شيطا أبا بكر بن إسماعيل الورّاق، وأبا محمد بن معروف القاضي، وعيسى بن عليّ بن عيسى، وإسماعيل بن سعد بن سويد، ومحمد بن عمرو بن بهتة، كتبنا عنه، وكان ثقة عالما بوجوه القراءات ، بصيرا بالعربية، حافظا لمذاهب القراء، وسألته عن مولده فقال ولدت يوم الاثنين السادس عشر من رجب سنة سبعين وثلاثمائة».
قال الإمام ابن الجزري: «ابن شيطا أبو الفتح البغدادي، الأستاذ الكبير الكامل ثقة رضيّ».

## مؤلفاته
- التذكار في القراءات العشر.

## وفاته
توفي أبو الفتح بن شيطا سنة 450 هـ.